# Mariusz Piskuła
Mariusz Konrad Piskuła (ur. 30 marca 1959) – polski profesor nauk rolniczych. Specjalizuje się w zagadnieniach z zakresu biochemii oraz chemii i technologii żywności. Członek korespondent Polskiej Akademii Nauk od 2013 roku. Pracownik Instytutu Rozrodu Zwierząt i Badań Żywności PAN.
Doktoryzował się w 1991 roku na Wydziale Technologii Żywności Akademii Rolniczo-Technicznej im. Michała Oczapowskiego w Olsztynie na podstawie pracy zatytułowanej „Wpływ obróbki hydrotermicznej całych nasion rzepaku na jakość oleju”. Habilitację uzyskał w Instytucie Rozrodu Zwierząt i Badań Żywności PAN w 2001 roku na podstawie rozprawy pt. „Niektóre czynniki wpływające na wchłanianie i metabolizm flawonoidów”.
Tytuł profesora nauk rolniczych nadano mu w 2009 roku.

## Nagrody i wyróżnienia
Uhonorowany m.in.:
- Nagrodą Naukową Wydziału V Nauk Rolniczych, Leśnych i Weterynaryjnych PAN za prace badawcze (2000),
- Srebrny Krzyż Zasługi (2004)[3],
- Laurem Marszałka województwa warmińsko-mazurskiego „Najlepszy z Najlepszych” (2008),
- Tytułem Osobowości Roku Warmii i Mazur 2014 w kategorii "Nauka",
- Złoty Krzyż Zasługi (2013)[4],
- Odznaką „Zasłużony dla Rolnictwa” (2011),
- Krzyż Kawalerski Orderu Odrodzenia Polski (2020)[5].